# Hillary Jordan
Pour les articles homonymes, voir Jordan.
Hillary Jordan, née en 1963 à Dallas, est une romancière américaine, connue pour son premier roman Mudbound (2008).

## Biographie
Hillary Jordan a grandi à Dallas (Texas) et Muskogee, (Oklahoma) et vit maintenant à Brooklyn (New York).

## Récompenses et distinctions
- (en) Hillary Jordan: Awards, sur l'Internet Movie Database